# Halictus patellatus
Halictus patellatus är en biart som beskrevs av Morawitz 1873. Halictus patellatus ingår i släktet bandbin, och familjen vägbin. Inga underarter finns listade i Catalogue of Life.